# Joc cu cuburi
Joc cu cuburi este un film românesc din 1978 regizat de Tatiana Apahidean.